# 외연도항
외연도항(外煙島港)은 충청남도 보령시 오천면 외연도리, 외연도 섬에 있는 어항이다. 1971년 12월 21일 국가어항으로 지정되었으며, 관리청은 해양수산부 서해어업관리단, 시설관리자는 보령시장이다.

## 연혁
- 1971년 국가어항으로 지정되었고 1986년 기본시설계획을 수립하여 1994년 방파제 및 물양장시설이 완공되었다. 2000년 정비계획조사용역을 수립하여 2002년 정비계획을 착공하였다.[1]

## 어항구역
본 항의 어항구역은 다음과 같다.
- 수역[2]
  - 외연도리 만의 동단과 서남단의 돌출부를 연결한 선을 따라 형성된 공유수면
- 육역[3]
  - 충청남도 보령시 오천면 외연도리160-1 외 9필지(상세내역은 생략)

## 같이 보기
- 외연 열도